# Ulrika Nilsson (sopran)
Ulrika Nilsson, född 1968 i Stockholm, är en svensk sopran. Hon är utbildad på Adolf Fredriks Musikklasser, Stockholms Musikgymnasium och Kulturama. Hon har medverkat i en rad uppsättningar, däribland Chess på Cirkus, Folkoperans Jeppe och Tosca, föreställningar på Kungliga Operan och barnoperan Jorden är en apelsin som turnerade runt i landet. Ulrika har även haft egna konsertprogram, medlem i svenska Basho-Ensemblen och i Norge sjungit med ECM-grupperna The Source och Trygve Seim Orchestra.